# Trent's Last Case (1952)
Trent's Last Case (bra A Dama de Negro, ou O Último Caso de Trent) é um filme britânico de 1952, dos gêneros drama e policial, dirigido por Herbert Wilcox, com roteiro baseado no romance homônimo de E. C. Bentley.